# 긴꼬리땃쥐쥐
긴꼬리땃쥐쥐(Tateomys macrocercus)는 쥐과에 속하는 설치류의 일종이다. 인도네시아 술라웨시 섬 중부 지역의 노킬랄라키산에서만 발견된다.

## 특징
꼬리 길이 160~175mm를 제외한 몸길이가 110~270mm인 작은 설치류로 발 길이는 30~31mm이고, 귀 길이는 17~19mm, 몸무게는 최대 55g이다. 털은 무성하고 부드럽다. 등 쪽은 짙은 회색빛 갈색을 띠는 반면에 배 쪽은 회색이다. 코 끝과 입술은 연한 회색이다. 작은 눈 주위에 2개의 짙은 고리가 있다. 귀에는 털이 없고 짙은 회색을 띤다.

## 생태
야행성 동물이고, 땅 위에서 주로 생활하는 육상성 동물이다. 나무를 잘 탄다. 먹이는 지렁이 등이다.

## 분포 및 서식지
술라웨시섬 중부 지역의 녹킬라라키산에서만 발견된다. 해발 1,982m와 2,287m 사이의 고산지대 열대 우림에서 서식한다.